# ノルウェーの国章
ノルウェーの国章（ノルウェーのこくしょう）は、斧を持つ金色のライオンを含む赤色の盾を包含し、その上に王冠を配している。
ライオンの紋章は、中世よりノルウェー王家の紋章として用いられてきたが、国章として現在のデザインになったのは、1905年のことである。